# Лара Калеха
Лара Калеха (на малтийски: Lara Calleja) е малтийска писателка, преводачка и драматург, авторка на произведения в жанра драма и любовен роман.

## Биография и творчество
Лара Калеха е родена през 1988 г. в Малта. Израства в село Марсаскала. Завършва през 2010 г. с отличие бакалавърска степен по изкуства по специалност Древни близкоизточни и библейски езици. След дипломирането си работи като библиотекарка на непълно работно време в продължение на 6 години и се посвещава на любовта си към книгите. Организира годишни литературни събития и увеличава колекцията на малката библиотека, в която работи, с което увеличава читателската аудитория във време, когато използването на обществените библиотеки на Малта намалява, а заедно с работата си пише. После в периода 2015 – 2019 г. работи в областта на туризма към международната туристическа агенция MTS Globe.
През 2016 г. е издаден дебютният ѝ роман „Луси Мин?“ (Lucy Min?). Той е история за израстването, за многообразието на любовта, за опознаването на големия и широк свят, за преодоляването на проблемите и осъзнаването на възможността за избор. Романът е номиниран за Малтийската национална награда за книга.
През 2019 г. напуска работата си и се посвещава на кариерата си като писател и преводач на свободна практика. В края на годината е издадена втората ѝ книга, сборникът с разкази „Целувайте го навсякъде“ (Kissirtu Kullimkien). Книгата включва поредица от кратки истории за типични местни герои - несподелен любовник, котка, която е загубила собственика си, носталгична старица, която има необичайни приятелски отношения с шофьор на автобус, и травмиран мигрант, който разказва за суровостта на родната си страна, своите травми и враждебността, която изпитва откакто е пристигнал на острова. Постепенно разказите засягат съвременните политически въпроси на Малта като прекомерното строителство и развитието на младите хора. Книгата получава Малтийската национална награда за книга за най-добър нов автор, а през 2021 г. е удостоена с наградата за литература на Европейския съюз.
През 2021 г. първата ѝ пиеса Taralalla е поставена в арт центъра на Валета.

## Произведения

### Самостоятелни романи
- Lucy Min? (2016)[1]

### Сборници
- Kissirtu kullimkien (2020) – награда за литература на ЕС[1][2][3]

### Пиеси
- Taralalla (2021)